# Soemmerings gasell
Soemmerrings gasell (Gazella soemmerringii eller Nanger soemmerringii) är en gasell som lever på östra Afrikas savanner och grässtäpper, i Sudan och Etiopien. De lever i familjegrupper med 5 till 20 djur. Ibland bildas stora hjordar med 250 medlemmar.
Arten är uppkallad efter den tyska anatomen Samuel Thomas von Sömmerring.
Den har en ljust rödbrun päls med ett svagt färgat gasellband och dess horn har formen av en lyra. Hos honorna kan hornen bli runt 40 centimeter och hos hanarna blir de runt 60 centimeter. I baken har de en vit ganska stor bakspegel. En soemmerrings gasell kan ha en mankhöjd på 85 centimeter och de väger inte över 55 kilogram. Kroppslängden med svans är 140 till 178 cm och svansen är 18 till 28 cm lång. I ansiktet finns påfallande svarta strimmor. Grantgasellen som delvis förekommer i samma region har mer raka horn.
En soemmerrings gasell i fångenskap har en livslängd på ungefär 14 år.
Eftersom de är gräsätare så brukar de när det är torrperiod emigrera till bättre betesmarker. Hanarna brukar upprätta temporära revir som de försvarar. Deras parningssäsong är reglerad så att kiden föds när det är som mest gräs tillgängligt. Efter en dräktighetsperiod på ungefär 198 dagar brukar honan föda ett kid som göms i det höga gräset tills det är starkt nog att hålla samma takt som modern.
Soemmerrings gasellen är bytesdjur åt bland annat lejon, hyena, gepard, leopard och pytonormar.